# Meaño
Meaño és un municipi de la província de Pontevedra a Galícia. Pertany a la comarca d'O Salnés. Limita al nord amb Ribadumia, als sud amb Sanxenxo, a l'est amb Meis i Poio i a l'oest amb Sanxenxo, Cambados i la Ria d'Arousa.
| 4.149 | 4.519 | 5.048 | 5.801 | 5.489 |
| Fonts: INE i IGE (Els criteris de registre censal variaren i les dades de l'INE i de l'IGE poden no coincidir.) |       |       |       |       |

## Parròquies
Covas (Santa Cristina), Dena (Santa Eulalia), Lores (San Miguel), Meaño (San Xoán), Padrenda (San Martiño), Simes (Santa María) i Xil (Santa Eulalia).